# Чартар

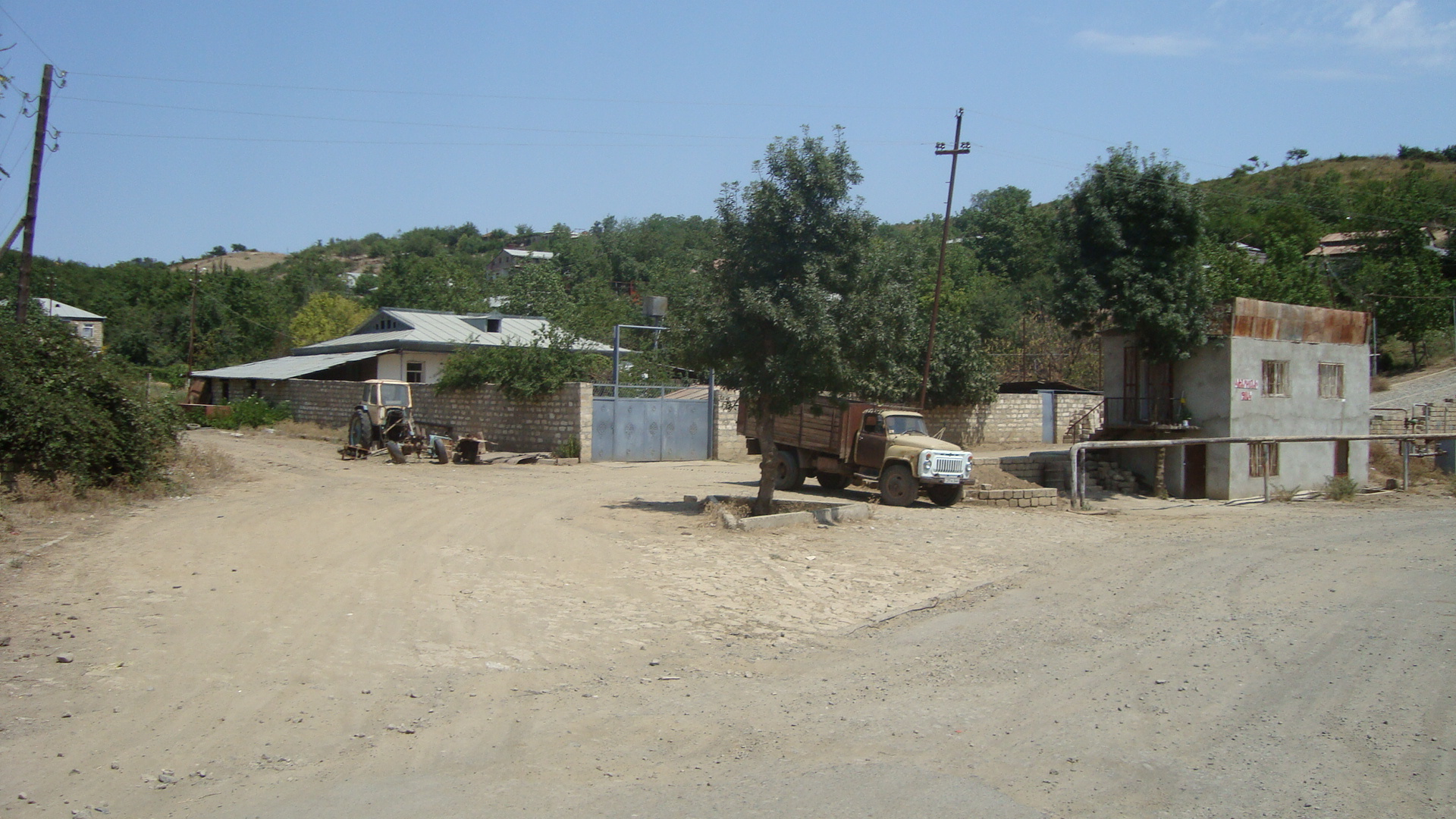
Сільська вулиця

Чартар (азерб. Çartar, вірм. Ճարտար) — село у Мартунинському районі Нагірно-Карабаської Республіки. Чартар є найбільшим селом у Нагірно-Карабаській Республіці та за кількістю населення поступається тільки столиці таким містам-райцентрам як Мартуні, Мартакерт, Шуші та Гадрут. Село розташоване на трасі Мартуні — Кармір шука між селами Гузе Чартар та Хнушінак.

## Пам'ятки

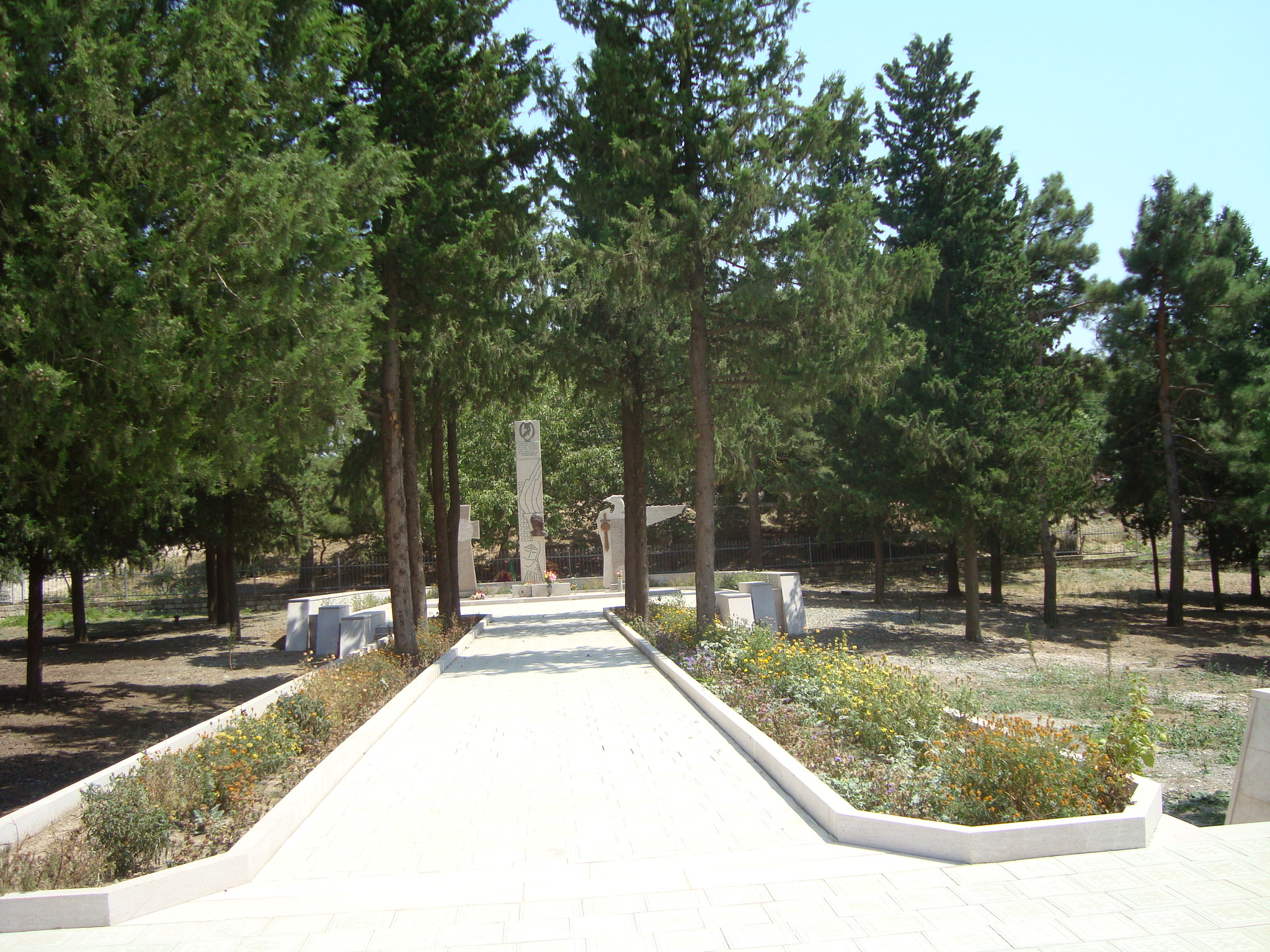
Меморіал учасникам Арцаської війни

В селі розташована церква Сурб Аменапркіч 1787 р., церква «Гшаванк» 12-13 ст., хачкар 12-13 ст, джерело 19-20 ст.